# Stalingrad (metrostation)
 For alternative betydninger, se Stalingrad (flertydig). (Se også artikler, som begynder med Stalingrad)
Stalingrad er en station på metrolinjerne 2, 5 og 7 i metronettet i Paris, beliggende på grænsen mellem det 10. og det 19. arrondissement. Stationen åbnede for de forskellige linjer den 31. januar 1903 (linje 2), 5. november 1910 (linje 7) og 12. oktober 1942 (linje 5).
Stationen ligger på Place Stalingrad, som er opkaldt efter slaget om Stalingrad under 2. verdenskrig. Da stationen oprindelig blev åbnet, var det for metrolinje 2, og da hed den Rue d'Aubervilliers. 5. november 1910 åbnede metrostationen som skulle betjene linje 7 lige ved, navnet var Boulevard de la Villette. I 1942 blev de to stationer slået sammen under navnet Aubervilliers – Boulevard de la Villette, og 12. oktober samme år fik linje 5 station på samme sted. 10. februar 1946 blev stationens navn ændret til Stalingrad.
I nærheden af stationen ligger blandt andet Canal de l'Ourcq som ender i Bassin de la Villette (en kunstig indsø), gaden Rue d'Aubervilliers, Canal Saint-Martin og Rotonde de la Villette.

## Adgang til metroen
Stationen har i alt syv indgange: fra rue d'Aubervilliers, boul. de la Villette 244, rue de l'Aqueduc 86, rue de Flandre 17, rue de Flandre 18, quai de la Seine 1 og rue du Château Landon 58.

## Trafikforbindelser
- RATP